# Shōan
Shōan (japanska: 正安?, Shōan), 1299–1302, är en period i den japanska tideräkningen. Kejsare var Go-Fushimi och Go-Nijō. Shogun var prins Hisaaki. Namnet på perioden är hämtat från ett Konfuciuscitat.
Kejsare Go-Fushimi abdikerade år shōan 3 (1301) och efterträddes av sin kusin. En ny period inleddes för att hedra hans tillträde.
Perioden har gett namn åt den så kallade Kagenincidenten (嘉元の乱) en politisk intrig med ett mord på en hög tjänsteman.